# 40080년
《40080년》은 1995년 고려대 수학과 94학번인 이민식이 제작한 횡스크롤 슈팅 게임이다.

## 개요
고려대 수학과 소모임 홍보용으로 1995년 2월에 만들어진 게임을 여름방학 기간이었던 1995년 7월에 수정하였으나, 완성된 버전은 아니었다.
이 게임은 특별한 기획 없이 제작자 자신의 프로그래밍 실력 확인을 위한 습작 수준으로 제작되던 게임이었기 때문에 더 이상의 업데이트는 없었고, 완성된 버전은 나오지 않았다.
사용 언어는 borland C와 어셈블러였으며 다른 공개 라이브러리는 일체 사용되지 않았다. 또한 게임에 사용된 그래픽은 자작 그림 에디터로 만들어진 것이다.
부드러운 스크롤과 슈팅감각에 중점을 두었기 때문에 당시 PC게임 기준으로 뛰어난 스크롤을 보여준다.

## 진행 방식
전형적인 횡스크롤 슈팅게임으로, 코나미의 그라디우스나 사라만다의 영향을 많이 받은 흔적이 보인다.
공격 키는 하나뿐이며 연사가 가능하다.
파워업 아이템은 한 스테이지 당 1개의 파워업 아이템밖에 안 나오며, 기체를 잃고 다시 시작해도 파워업 상태가 계속 유지된다.
공격을 받으면 기체의 내구력이 줄어들며, 내구력이 다 되면 게임오버가 된다. 컨티뉴 회수는 무한대이다.

## 완성되지 않은 요소
- 배경 음악
- 효과음
- 점수
- 스테이지 3 이후의 스테이지들